# Afrodacarellus pili
Afrodacarellus pili är en spindeldjursart som beskrevs av Hurlbutt 1974. Afrodacarellus pili ingår i släktet Afrodacarellus och familjen Rhodacaridae. Inga underarter finns listade i Catalogue of Life.